# Animálico
El «animálico» (Animalic en el original) fue un lenguaje construido a modo de divertimento infantil hacia el año 1905 por Mary y Marjorie Incledon, primas del lingüista y escritor británico J. R. R. Tolkien, mediante cambios en el vocabulario del inglés con nombres de animales, también en inglés. Tolkien, con trece años y ya sumergido en el estudio del latín y el anglosajón, lo encontró divertido y decidió aprenderlo; aunque no alcanzó un uso fluido como el que tenían sus primas.
El único fragmento de animálico que nos ha llegado es el ejemplo que da Tolkien en su ensayo «Un vicio secreto» (publicado en Los monstruos y los críticos y otros ensayos): «dog nightingale woodpecker forty», que significa ‘tú eres un asno’. «Forty» (‘cuarenta’ en inglés) era la palabra animálica para decir ‘asno’ o ‘burro’, mientras que simétricamente «donkey» (‘burro’ en inglés) significaba ‘cuarenta’. Parece ser que el animálico era un idioma un poco tosco: palabras gramaticales muy frecuentes como «eres» o el artículo indeterminado «un» eran representadas como «nightingale» (‘ruiseñor’ en inglés) y «woodpecker» (‘pájaro carpintero’ en inglés).
El juicio de Tolkien respecto a este idioma era severo: «el animálico era grosero... en extremo». Sin embargo, fue posiblemente una de sus primeras relaciones con un idioma inventado. Y fue el que dio paso al «nevbosh», el primer idioma artificial al que Tolkien contribuyó, junto a Mary Incledon, pues a su hermana Marjorie ya había dejado de interesarle la cuestión.
Sin embargo, y a pesar de esa severa opinión académica, Tolkien retuvo este divertimento infantil en su memoria, y lo incluyó en sus historias mediante alguno de sus complejos juegos de palabras lingüísticos. Así, el nombre que Tolkien empleó en sus primeros borradores para el marinero Ælfwine, alter ego del escritor, fue «Ottor Wǽfre»; y ottor es el equivalente en inglés antiguo de otter (‘nutria’), el nombre de Ronald Tolkien en animálico.